# Красный Восток (Амурская область)
Кра́сный Восто́к — село в Михайловском районе Амурской области России. Входит в состав Коршуновского сельсовета.

## География
Село Красный Восток стоит на правом берегу реки Завитая.
Село Красный Восток расположено к север-западу от районного центра Поярково.
Автомобильная дорога к селу Красный Восток идёт от Поярково через село Зелёный Бор. Расстояние до Поярково — 14 км.
От села Красный Восток вверх по течению Завитой (на север) идёт дорога к сёлам Коршуновка и Нижнезавитинка.
Расстояние до административного центра Коршуновского сельсовета села Коршуновка — 6 км.
На левом берегу Завитой в 4 км выше села Красный Восток стоит село Черемисино.

## Население
| 2002 | 2010 | 2012 | 2013 | 2014 | 2015 | 2016 |
| ---- | ---- | ---- | ---- | ---- | ---- | ---- |
| 134  | ↘97  | →97  | ↗102 | ↘101 | ↘97  | ↘93  |
| 2017 | 2018 |      |      |      |      |      |
| ↘90  | ↘81  |      |      |      |      |      |

## Улицы
В селе имеются две улицы: Подгорная и Центральная.

## Экономика
Сельскохозяйственные предприятия Михайловского района.